# رولا ناشف
رولا ناشف مخرجة وكاتبة سيناريو ومنتجة وفنانة وسائط متعددة أمريكية لبنانية مقيمة في ديترويت. اشتهرت بفيلمها الحائز على عدد من الجوائز: ديترويت أنلادد.

## النشأة
ولدت رولا ناشف في صيدا بلبنان لأبويها فرانكو وسليمة ناشف. والدها فرانكو من مغدوشة، بينما يرجع أصل والدتها سليمة إلى دير ميماس، وكلتاهما قريتان مسيحيتان صغيرتان في جنوب لبنان. في عام 1978، هربت عائلتها من الحرب الأهلية اللبنانية وهاجرت إلى الولايات المتحدة حيث استقروا في لانسينغ بولاية ميشيغان حيث عمل والدها كتاجر لدى جنرال موتورز. وقد وصفت رولا نشأتها في لانسينغ قائلة: «هي تبعد حوالي ساعة ونصف عن ديترويت. إنها مدينة كبيرة / بلدة صغيرة. وهي أكثر اختلاطًا من الناحيتين العرقية والاقتصادية بينما ديترويت أكثر فصلًا. لم أنشأ في مجتمع عربي أمريكي مركّز كما هو الحال في ديربورن أو ديترويت».
تخرجت رولا من مدرسة ويفرلي الثانوية وانتقلت للدراسة في كلية لانسينغ المجتمعية. ثم التحقت بجامعة ولاية ميشيغان وجامعة مادونا وكلية مجتمع أوكلاند حيث درست العلوم السياسية وأبحاث التسويق والدراسات القانونية وعلم الاجتماع والمحاسبة والفن والتصوير الفوتوغرافي، قبل تخرجها من معهد «موشن بيكتشرز» في 1997 بشهادة في الإخراج والإنتاج.

## مسيرتها
أول فيلم قصير لرولا كان باسم "8:30"، وهو فيلم رومانسي كوميدي قصير تم تقديمه في مهرجان الشاشة العربية للسينما المستقلة في الدوحة، قطر خلال عام 2001. جمعت 20000$ من خلال حملة لجمع التبرعات من خلال كتابة الرسائل، وذلك لإنتاج وإخراج فيلمها القصير الثاني، ديترويت أنلادد أو «ديترويت خالية من الرصاص»، وفازت عن فيلمها بجائزة «أفضل فيلم قصير» في مهرجان «ترينيتي فيلم» و«أفضل أداء» في مهرجان نيو هيفن السينمائي.
باعتباره فيلما من فئة «شريحة من الحياة» تدور أغلب أحداثه في محيط محطة وقود مملوكة لعرب أمريكيين، تعمل على مدار الأربعة وعشرين ساعة في اليوم، يحتل ديترويت خالية من الرصاص مكانة متميزة في تاريخ السينما الأمريكية كأول كوميديا عربية أمريكية رومانسية تصور شخصيات عربية من الجيل الثاني من المهاجرين خاصة بديترويت وديربورن. عرض الفيلم لأول مرة في عام 2012 في مهرجان تورونتو السينمائي الدولي، وفاز بجائزة "Grolsch Film Works Discovery" (جائزة الاكتشاف) الافتتاحية. وعرض عربيًا للمرة الأولى في مهرجان دبي السينمائي الدولي في دورته التاسعة سنة 2012. وقبل إصداره، كان ديترويت أنلادد مدعوما من قبل كل من: معهد صندانس، و«مختبر كتاب السيناريو» وآي إف بي نيويورك ومركز لينكولن، و«إس إف إف إس».
في تحليله للفيلم ودور رولا ناشف، يرى براين بروكس أن رولا ناشف قد «وجدت نفسها في صناعة الأفلام في ديترويت وهذا هو بالضبط المكان الذي تنوي البقاء فيه».
عملت رولا ناشف كفنانة وسائط متعددة في «مواجهة الهوية»، وهو أحد التراكيب المعروضة في المتحف العربي الأمريكي القومي.

## الجوائز
- جائزة أدريانا شيلي للمخرجين، مؤسسة أدريان شيلي 2015[25]
- جائزة زمالة "Kresge" للفنون في ديترويت، 2014[26]
- أفضل فيلم لديترويت خالية من الرصاص، في مهرجان إنديانابولس السينمائي الدولي، 2013[27][28]
- جائزة الجمهور عن فيلم ديترويت خالية من الرصاص، مهرجان توين سيتيز للفيلم العربي، 2013[29]
- جائزة "Grolsch Film Works Discovery"، بمهرجان تورونتو السينمائي الدولي، 2012[30]
- تم اختيارها كواحدة من «25 وجهًا جديدًا للأفلام المستقلة»، مجلة «فيلم ميكر»، 2011[31]

## روابط خارجية
- Rola Nashef في قاعدة بيانات الأفلام على الإنترنت